# アルワの覚醒
『アルワの覚醒』（アルワのかくせい、原題：Alwa's Awakening）は、スウェーデンのインディーゲームスタジオElden Pixelsが開発したアクションゲーム。

## 概要
暗黒時代が続く国・アルワの再興を願う人々により召喚された異世界の少女ゾーイ（Zoe）が、国の退廃の元凶である支配者ヴァイカー（Vicar）を倒すため冒険する。ゲームシステムはサイドビューの広大なエリアで様々な能力を用いながら探索を進めていくメトロイドヴァニアの形式で、ドット絵の描画とチップチューンのBGMが全編にわたり用いられている。
本作の開発は、1980年代に発売されたゲーム機Nintendo Entertainment System（NES、日本のファミリーコンピュータに相当）用ソフトのような雰囲気のゲームの作成を目指し2014年に開始された。開発にあたっては、いずれもNES用ソフトの『オリュンポスの戦い -愛の伝説-』や『ソルスティス 三次元迷宮の狂獣』に触発されたとしている。

## システム
舞台となる世界は複数のエリアで構成され、各所にいるヴァイカーの4人の部下を倒して最終エリアの「ひびきのさいだん」（Altar of Echoes）への道を開きヴァイカーを倒せばゲームクリアとなる。多くのエリアはワープ地点を通じて行き来することもできる。
ゾーイは、ゲームの進行により直接攻撃用の杖と3種類の魔法が使用可能となる。魔法を使用すると専用ゲージが尽きた後に自然回復していき、全回復後に再び使用可能となる。本作はパズル的な要素も含んでおり、攻略には各種能力を活用する必要がある。
ゲーム開始前の画面では「アシストモード」を設定できる。この中には、ミス後のゲーム再開地点が通常のセーブ地点からではなくその場からになる「クイックリスポーン」機能や地図上に通常は表示されないアイテムの位置が表示される機能が含まれている。

## 主なアイテム
まほうのつえ (Masic Staff)
前方に振ることで敵を攻撃したり一部の壁を破壊したりできる。
みどりのホウセキ (Green Gemstone)
押して動かせるブロックを前方に作り出す魔法を使用できる。ブロックは、敵が放つ弾の防御や仕掛けの作動に利用できるほか、能力強化後は水に浮くようになる。
あおいホウセキ (Blue Gemstone)
足場となる上昇泡を作り出す魔法を使用できる。泡は、初期段階では数秒で消えるが、能力強化後は障害物にぶつかるまで消えずに上昇し続ける。
きいろいホウセキ (Yellow Gemstone)
前方に攻撃用の弾を発射する魔法を使用できる。特定の扉を開けたり仕掛けを作動させたりする効果もある。他の魔法よりも魔力ゲージの回復速度が遅い。
ちず (Map)
ゾーイがこれまで到達した場所が表示される。
サッターのほん (Book Of Sutter)
まほうのつえの攻撃力が2倍になる。
ビン (Flask)
中に井戸の水を入れておくと、ライフが尽きた際に自動で全回復する。
どうのこうか (Copper Coin)
とある人物が欲しているアイテム。
おおきなカギ (Big Key)
「アメジストのみち」（Amethyst Passage）の扉を開けるために必要な鍵。
けんじゃのめ (Eye Of The Beholder)
通常では見えない足場や扉が見えるようになる。
あおいオーブ (Blue Orb)
各所に存在する小さな青い球。全部で99ある。一定数を集めるごとにレベルが上がり、ボス戦では、戦闘前にレベルの高さに応じてボスのライフが削られる。大きなオーブは割ると3つの球に分裂する。
ふしぎなアイテム (Mysterious Item)
各所に存在する石版のかけら。全部で4つある。